# Армија Бразила
Армија Бразила  је копнена грана бразилских оружаних снага . Бразилска војска се борила у неколико међународних сукоба, углавном у Јужној Америци током 19. века. У 20. веку се борио на страни савезника у Првом и Другом светском рату .  Повезан са Западним блоком током војне диктатуре у Бразилу од 1964. до 1985. године, такође је активно учествовао у Латинској Америци и Јужној португалској Африци током Хладног рата ,    као и у мировним мисијама УН широм света од касних 1950-их. 
На домаћем плану, осим што се суочила са неколико побуна током два века од свог настанка, такође је окончала монархију уз подршку локалних политичких и економских елита и наметнула своје политичке ставове и пројекте економског развоја у периоду када је владала земљом: 1889–94. 1930–50 ( Први Варгас период и Дутра године), и 1964–85.  

## Историја
Од 16. до 18. вијека
Иако је бразилска војска настала тек током процеса бразилске независности од Португала 1822. године, са јединицама португалске војске у Бразилу које су остале лојалне принцу Педру , њено порекло датира из копнених снага које су Португалци користили у колонијалним ратовима против Французи и Холанђани, борили су се у 16. и 17. веку.  
У колонијалном периоду португалски краљ Мануел И наредио је војне експедиције са циљем заштите португалских доминиона у Јужној Америци, тада новооткривених. Како је колонизација напредовала у Пернамбуку и Сао Висентеу , домаће војне власти и базе одбрамбене организације колоније почеле су да се граде да би је браниле од Француза, Енглеза и Холанђана.
Прве веће интервенције биле су протеривање Француза из Рио де Жанеира у 16. веку и Маранхаоа 1615. Како је колонизација напредовала кроз широки покрет територијалне експанзије у 17. и раном 18. веку, то је приморало организацију одбране новоосвојену територију.
У 17. веку, рат против Холанђана је први пут мобилисао велики број војника у земљи и подстакао осећај националне одбране без обзира на утицај круне. Прва битка код Гуарарапеса (1648) означава почетак организације војске као праве бразилске снаге коју су формирали локални белци, предвођени Андреом Видалом де Негреиросом ; Американци, предвођени Фелипеом Камараном ; и црнци, предвођени Хенрикеом Дијасом . Овај датум се данас обележава као годишњица бразилске војске.  
У то време, пратећи модел организације копнене португалске војске, примењен током рата за рестаурацију Португала који је почео 1640. године, копнене снаге у Бразилу су усвојиле три линије организације које су се задржале до 19. века, које су укључивале:
1. линија - плаћене трупе;
2. линија - помоћне трупе (зване " милициас " с краја 18. века);
3. ред - Орденанцас
19. вијек
Током процеса независности, бразилска царска војска је првобитно била састављена од Бразилаца, Португалаца и страних плаћеника. Обучени у герилском рату, већина њених команданата били су плаћеници и португалски официри лојални Педру И. Царска војска је 1822. и 1823. успела да победи португалски отпор, посебно на северу земље и на Цисплатини , такође спречавајући распарчавање новопроглашеног Бразилског царства након његовог рата за независност. 
Након рата за независност, војска је, уз подршку Националне гарде, уништила сепаратистичке покрете у раним годинама након независности, наметнувши централну власт царства током регентског периода . Он је потиснуо мноштво народних покрета за политичку аутономију или против ропства и моћи великих земљопоседника широм Бразила. 
Национална гарда је била војна снага организована у периоду регентства у августу 1831. и демобилисана у септембру 1922. До њеног формирања дошло је путем закона од 18. августа 1831. који „формира Националну гарду и гаси органе милиције, градске страже и уредбе. " Према поменутом закону, у његовом члану 1, „Национална гарда је створена да брани Устав, слободу, независност и интегритет Царства, да одржава послушност и јавни мир, и да помаже линијској војсци у одбрани граница. и обале“, на основу члана 145. Устава из 1824. године: „Сви Бразилци су обавезни да узму оружје у руке да подрже независност и интегритет Царства и да га бране од спољних или унутрашњих непријатеља“. Септембра 1850. Законом бр. 602.
Током 1850-их и раних 1860-их, војска је, заједно са морнарицом, ступила у акцију против аргентинских и уругвајских снага, које су биле противне интересима бразилске империје. Бразилски успех са таквом " оружаном дипломатијом " на крају је довео до шока интересовања друге земље са сличним тежњама, Парагваја, у децембру 1864.
1. маја 1865. Бразил, Уругвај и Аргентина потписали су Уговор о тројном пакту да би се бранили од агресије из Парагваја, којом је владао Франсиско Лопез . Лопесове трупе су кренуле ка југу Бразила и северу Уругваја након инвазије на бразилску територију преко провинције Мато Гросо и севера Аргентине. Многи робови су укључени у бразилске снаге како би се суочили са све озбиљнијом ситуацијом. Као резултат њиховог солидног учинка током сукоба, Оружане снаге су развиле снажан осећај против ропства. После пет година ратовања (највећег у историји Јужне Америке), Алијанса предвођена Бразилом победила је Лопеза.  
Током овог рата, царска бразилска војска мобилисала је 200.000 људи, подељених у следеће категорије: 18.000 припадника војске који су били у Уругвају 1864; 2.047 у провинцији Мато Гросо; 56.000 Отаџбинских добровољаца ; 62.000 народних гардиста; 11.900 ослобођених робова; и додатних 22.000 националних гардиста који су остали у Бразилу да бране своју домовину. 
У новембру 1889. године, након дугог нестајања са монархијским режимом продубљеним укидањем ропства , војска је извела државни удар који је довео до краја царства и оснивања републике. Имплементацију прве бразилске војне диктатуре (која је окончана 1894. године) пратила је тешка економска криза која се продубила у институционалну са Конгресом и морнарицом , која се изродила у грађански рат у јужном региону. 
20. вијек
Између 1893. и 1927. године, током Прве бразилске републике, војска је морала да се носи са различитим покретима: неки су били пореклом из морнарице и армијског корпуса који су били незадовољни режимом и захтевали демократске промене, док су други имали народно порекло без вођених конвенционалних политичких намера. од стране месијанских вођа, као у Цанудосу и Контестадо ратовима. 
Цанудос рат, који се одиграо у североисточном Сертау и захватио неколико градова и многе сертанехос у Баији које је предводио Антонио Конселхеиро, Контестадо рат који се развио спором око територија валута држава Парана и Санта Катарина, који је водио Хозе Марија.
Ове побуне су биле озбиљна претња стабилности новог републиканског режима и односиле су се на незадовољство становништва удаљенијег североисточног сертаа и региона недавне колонизације попут Паране и западне Санта Катарине са Републиком, пошто је ово становништво било претежно католичко и није прихватио Републику у којој су потпуно доминирали масонски идеали попут раздвајања Цркве и Државе.
Након година борби и многих мртвих на обе стране, ови покрети су поражени и Република се консолидовала. 
Током Првог светског рата, бразилска влада послала је три мале војне групе у Европу убрзо након што је објавила рат Централним силама у октобру 1917. Прве две јединице биле су из војске; један се састојао од медицинског особља, а други од групе наредника-официра, и обојица су били прикључени француској војсци на Западном фронту 1918.  
Од октобра 1930. до 1945. године, војска и елите повезане с њом преузеле су контролу над земљом, имајући земљопоседника и опозиционог политичког вођу Гетулија Варгаса испред покрета. У овом периоду, војска је победила уставну побуну 1932. и два одвојена покушаја државног удара : комунисти у новембру 1935. и фашисти у мају 1938. Војска је такође помогла да се диктатура формализује 1937.   
У августу 1942, након што су немачке и италијанске подморнице потопиле бразилске трговачке бродове, народна мобилизација је приморала бразилску владу да објави рат фашистичкој Италији и нацистичкој Немачкој . У јулу 1944, након скоро две године јавног притиска и преговора са америчким властима, експедициона јединица је послата да се придружи савезничким снагама у италијанској кампањи . Допринос војске састојао се од пуне пешадијске дивизије (око 25.000 људи, укључујући замене), којом је командовао генерал-мајор (касније маршал ) Жоао Баптиста Маскаренхас де Мораис , која је у Италији била припојена ИВ корпусу САД у америчкој Петој армији , у 15. групу савезничких армија . 
Поразом тоталитарних режима у Другом светском рату, Варгаса је сменио шеф војске, генерал Дутра , који је 1946. победио у изборном спору против ваздушног маршала , Едуарда Гомеша . Након самоубиства Варгаса ( који је наследио Дутру 1950.) због институционалне кризе, војни сектори предвођени маршалом Лотом обезбедили су инаугурацију мандата Жуселина Кубичека , изабраног 1955. 
Између 1957. и 1967. године, бразилска војска је створила Суецки батаљон да буде део мировних снага УН у сукобу између државе Израел, Египта и њених арапских суседа од 1956. надаље. Први контингент батаљона, назван Детацхмент Прецурсор, састављен од око 80 падобранаца, специјалиста за разминирање и главнина батаљона пребачен је у Суец на брод бразилске морнарице Цустодио де Мело , који је слетео у Порт Саид 4. фебруара 1957. Око 6.000 људи бразилске војске учествовало је, у штафети, у Суецком батаљону током његовог десетогодишњег присуства на Синајском полуострву. Коначан повратак снага у Бразил догодио се 13. јуна 1967. након Шестодневног рата. Седам бразилских војника погинуло је током година бразилског војног присуства тамо. 
Војна диктатура
Оставком Јанија Квадроса који је наследио Кубичека, отворила се нова институционална криза, погоршана контекстом хладног рата , и крајем марта-почетком априла 1964. бразилска војска (тада предвођена генералом Хумбертом де Аленкаром Кастелом Бранком ) преузела је власт у бразилски државни удар 1964. — његов трећи — успостављање диктатуре која је трајала 21 годину.  Војни режим је био политички усклађен са интересима владе Сједињених Држава ,  а његова владавина је била пуна кршења људских права . 
Државни удар из 1964. био је први у низу државних удара у Јужној Америци који су демократски изабране владе заменили војним режимима. Ове диктатуре су доминирале Јужном Америком до 1980-их. У овом периоду, бразилска војска је користила оштра средства за сузбијање милитантних дисидентских група: мењање закона, ограничавање политичких права, узнемиравање и прогон дисидената; и војно, уз подршку полицијских снага и милиција, настави са методама противгерилског и противпобуњеничког рата како би се поразили герилски покрети који су покушавали да се боре против режима силом. Урбани герилцибили активни у Бразилу између 1968. и 1971. године, док је у руралним областима два главна покрета обуздала војска, један у региону где се данас налази Национални парк Капарао (1967) и други у региону реке Арагуаиа (1972). –74).  
На међународном плану, 1965. године бразилска војска је удружила снаге са америчким маринцима који су интервенисали у Доминиканској Републици у операцији Поверпацк . Током 1970-их, ојачане су везе размене и сарадње са војскама из других јужноамеричких земаља које су давале и примале савете о контрагерилским и противпобуњеничким методама, као на пример у операцији Кондор, процедурална координација за проналажење, хватање и елиминисање политичких дисидената у копно. Од Гајзеловог периода, трећа бразилска диктатура је тражила већу независност у својој спољној политици, остављајући се аутоматски у складу са интересима САД, посебно у вези са подсахарском Африкоми Блиског истока .    
Средином 1970-их, упркос поништењу дисидентства (елиминацијом, притвором или прогонством), пораженим левичарским герилима и укроћеном легалном опозицијом, репресија није смањена. Ово је допринело пороцима и трошењу година диктаторске моћи, плус ефекти тадашње нафтно-енергетске кризе и латиноамеричке неуспешности , током касних 1970-их и раних 1980-их, довело је до све већег друштвеног притиска за демократију, који је полако али је стално присиљавао војску да се врати својим професионалним активностима.  
21. вијек
Од касних 1950-их, учествовао је у неким мировним мисијама Уједињених нација, као на пример: у Суецу 1956–67, Источном Тимору 1999–2004, Анголи 1995–1997 и на Хаитију од 2004, што је најновија, најновија спољна интервенција у те нације, као и најдужу операцију у историји бразилске војске ван земље.
У разорном земљотресу који се догодио на Хаитију 12. јануара 2010. године погинуло је осамнаест бразилских војника. Бразилска војска је распоредила око 2.150 војника на Хаити да помогну у обнови земље.
Бразилска војска покушава да обнови своју опрему и изврши прерасподелу својих касарни у свим бразилским регионима, дајући приоритет Амазону . Након проглашења бразилске стратегије националне одбране, у децембру 2008., изгледа да је бразилска влада заинтересована за модернизацију оружаних снага.
Током 2010. године, током безбедносне кризе у Рио де Жанеиру , бразилска војска послала је 800 падобранаца у борбу против трговине дрогом у Рио де Жанеиру. Након инвазије, око 2.000 војника је послато да заузму Цомплеко до Алемао .
2014. године, 2.050 војника војске упало је у сиротињски комплекс у Рио де Жанеиру , Маре, са оклопним транспортерима и хеликоптерима у покушају да побољшају безбедност два месеца пре почетка Светског првенства у фудбалу 2014 .  Због ФИФА Светског првенства 2014, бразилска војска нуди више од 50.000 људи за обезбеђење догађаја, што је највећа војна снага запослена у обезбеђењу ФИФА Светског првенства . 
У фебруару 2016, бразилска савезна влада је мобилисала 60% оружаних снага , или око 220.000 војника (укључујући више од 140.000 војника бразилске војске), да иду „од куће до куће“ у борби против избијања вируса Зика . 
У јулу 2016, бразилска војска је обезбедила више од 21.000 војника, 28 војних хеликоптера и 70 оклопних возила како би обезбедила безбедност града Рио де Жанеира током Летњих олимпијских игара 2016 . Још 20.000 војника дежураће у пет градова који ће бити домаћини Олимпијског фудбалског турнира у Рију 2016: Бело Хоризонте, Бразилија, Манаус, Салвадор и Сао Пауло.  14.800 војника војске такође је било распоређено у Рио де Жанеиру током игара. 
У фебруару 2017. године, током избијања насиља у Еспирито Санту, поново је коришћена за обуздавање проблема урбаног насиља до којег је дошло након штрајка војне полиције те државе. Запошљавање ефективног који је достигао укупно 3000 војника. 
Бразилска војска ствара Експедиционе снаге (Ф ЕКСПД) како би пружила сталну подршку учешћу земље у страним мисијама. Званичници Оружаних снага очекују да Ф ЕКСПД брзо реагује, сам или у сарадњи са снагама безбедности из партнерских земаља, како би заштитио националне интересе и извршио широк спектар операција као што су хуманитарне акције и мировне мисије. Она ће бити у складу са одредбама Поглавља 1 Беле књиге о националној одбрани, која је објављена 2012. године и покрива функције и акције одбрамбених снага земље. Са циљем распоређивања снага до 2022. 
Првобитно се очекује да ће Експедиционе снаге (Ф ЕКСПД) бити састављене од једног батаљона, са 1.000 војника, у првој години операције 2022. године. 3.000 војника који би повећали капацитете, као што су пешадија, ватрена подршка и логистика. Ф ЕКСПД ће такође користити оклопна возила како би повећао свој оперативни капацитет и могућности перформанси. 
Почетком 2018. године бразилска војска је играла фундаменталну улогу током савезне интервенције у држави Рио де Жанеиро, која се суочила са озбиљном економском и безбедносном кризом. Генерал Валтер Соуза Брага Нето, командант Источне војне команде, чије седиште се налази у граду Рио де Жанеиру, преузео је у име Војске снаге војне и јавне безбедности државе. Био је један од одговорних за безбедност на Летњим олимпијским играма 2016, са седиштем у истом граду. Генерал је преузео команду над војном полицијом државе Рио де Жанеиро , цивилном полицијом државе Рио де Жанеиро и војним ватрогасним корпусоми Уставом је непосредно одговарао председнику Републике на његовој дужности врховног команданта Оружаних снага. 

## Особље
Бразилска армија је 2014. имала забележено 219.585 активног особља. Друга процена ИИСС-а из 2014. године износи 190.000 активног особља, од којих су 70.000 регрути.  Поред тога, било је приближно 1.340.000 резервног особља 2014.  Ова бројка је смањена у односу на 1.800.000 резервног особља 2008.  У принципу, бразилски устав одређује бразилску војну полицију од 400.000 припадника као резервне снаге Војска, иако у пракси остају одвојени ентитети.
Од 2018. величина активне компоненте бразилске војске била је приближно 235.000 људи у активној служби. 
Регрутација
Према члану 143 бразилског устава из 1988. године, војна служба је обавезна за мушкарце, али је дозвољен приговор савести. Жене и свештеници ослобођени су војне обавезе. У години када напуне осамнаест година, мушкарци су обавезни да се региструју за регрутацију и од њих се очекује да служе када напуне деветнаест година. Око 95 одсто пријављених добија одлагање. Све већи број регрута су волонтери, који чине око две трећине укупног броја. Они који служе углавном проводе годину дана редовног ангажовања у војном гарнизону у близини своје куће. Некима је дозвољен рок од девет месеци, али се очекује да заврше средњу школу у исто време. Оне се зову "Тирос де Гуерра" или "школе стрељаштва", које су за средњошколце у средњим унутрашњим градовима, којима управљају виши подофицир војске, први наредници или потпоручники, а ретко потпоручник. У бразилским оружаним снагама, први наредници могу бити унапређени у официрски чин, као потпоручник, први поручник и капетан, постајући део помоћног официрског корпуса. Војска је једина служба са великим бројем војних обвезника; морнарица и ваздухопловство имају врло мало.
Систем регрута је првенствено средство за пружање основне војне обуке значајној групи младића који се затим враћају у цивилни живот и остају у резервном саставу до четрдесет пете године. Војска признаје да пружа јавну службу подучавајући велики број регрута основним вештинама које могу бити од вредности за целокупну економију када се младићи врате у цивилни живот.
Регрутација официра
Јер једини улазак у редовни официрски кор је Ацадемиа Милитар дас Агулхас Неграс– Војна академија црних игала (АМАН), њена евиденција даје тачну слику о официрском кору. У деценијама након Другог светског рата, број кадета из породица средње класе се повећао, док је број кадета из породица више класе и неквалификованих породица опао. Укупан број кандидата је такође опао као резултат диверсификације економског развоја, што је матурантима дало привлачније могућности од уласка у војску. Кадети АМАН-а су све више долазили из редова дипломаца Војних школа које подржава војска, а које су синови војних лица похађали бесплатно. Многи од ових ученика били су синови подофицира чије сопствено порекло није било из средње класе, тако да је постојао облик унутаринституционалне мобилности навише.
Тренд 1960-их да се регрутује из цивилних извора је спласнуо. Тестови менталне, здравствене и физичке способности искључили су велики број дипломираних цивилних школа: 1977. године од 1.145 цивила који су покушали да тестирају, примљено је само тридесет четири, или 3 процента. Године 1985. само 174, или 11 процената, од 1.555 кадета АМАН-а су завршили цивилне школе; остали су били из система војних школа у војсци, Кадетске припремне школе (Есцола Препараториа де Цадетес—ЕПЦ) или средњих школа ваздухопловства или морнарице. Почетком 1990-их, кадети АМАН-а су извучени искључиво из оних који су завршили ЕПЦ. До средине 1990-их, кадетско становништво АМАН-а било је око 3.000.
У двадесетом веку, официрски кор је био састављен претежно од мушкараца са југоисточног и јужног Бразила, где су биле концентрисане војне јединице и веће могућности за образовање. Североисток је 1901–02. давао 38 процената ученика у војној припремној школи у Реаленгу, док је 1982. обезбедио само 13 процената у припремној школи у Кампинасу. Југоисток је у истим годинама снабдевао 40,4 одсто и 77 одсто, док је југ давао 8,6 одсто и 6,3 одсто. Иако Сао Пауло, према Алфреду Степану и другим посматрачима, није био запажен по слању својих младића у официрски кор, његов допринос се повећао са 4,3 процента студената 1901–02. на 33,5 процената 1982. Регионално порекло кадета у АМАН је био прилично доследан у периоду 1964–85.
Иако би друштвени теоретичари могли бити задовољни назнакама да војска служи као средство друштвене мобилности, војни лидери су забринути. Официри су приметили тренд регрутовања ниже класе у Центру за обуку резервних официра (Центро де Препарацао де Официаис да Ресерва—ЦПОР) и проблеме у вези са таквим официрима. У интервјуу из 1986. године, бивши министар војске, генерал Леонидас Пирес Гонсалвес, приметио је да не жели официре који би дали само пет или десет година војсци; желео је појединце са војним позивом, који би остали пуних тридесет и више година каријере. Многи официри су изразили забринутост да они који желе да искористе војску за побољшање свог статуса нису довољно посвећени институцији. 
Старосједиоци у војсци
Генеза садашње војске у борби против страних освајача, у 17. веку, рачунала је на одлучујуће учешће Фелипеа Камараа , кога је португалски суд прогласио капетаном Мором међу домородачким народима Бразила. Заједно са Франсиском Баретом де Менесесом , Андреом Видалом де Негрејросом , Хенрикеом Дијасом и Жоаом Фернандесом Вијером, био је један од патријарха бразилске војске.
У том смислу, почетком 20. века маршал Кандидо Маријано Рондон, потомак етничких група Бороро, Терена и Гуара, служио је војску. Као пионир бразилских западних и амазонских граница, Рондон је био познат по свом поштовању аутохтоних народа у његовим истраживачким мисијама. Он је покровитељ сигналног корпуса. Данашња војска броји известан број припадника етничке заједнице међу својим редовима, посебно на западним границама и тешким џунглама Амазона.
Жене у војсци
Учешће жена у војсци није без преседана. Године 1823. Марија Квитерија де Хесус се борила заједно са другим војницима за независност Бразила; током Другог светског рата (1939-1945), 73 бразилске медицинске сестре служиле су у различитим болницама америчке војске; а 1992. године Академија бразилске војске уписала је своју прву класу од 49 жена, примивши их у помоћни официрски корпус те институције. Женске службенице су биле ограничене на дужности подршке као што су администрација, здравствена заштита и подучавање. Иновација је улазак жена у борбене каријере. Године 2017. Ацадемиа Милитар дас Агулхас Неграс коначно је примила своје прве жене у Кадетски корпус, као и у Есцола Препараториа де Цадетес до Екерцито.
Да би започеле каријеру у војсци као официри, жене официри АСЦФ-а морају имати завршену диплому у областима као што су право, рачунарство, економија или рачуноводство. Конкурс је националног обима и ниједан кандидат не може имати више од тридесет шест година. Они који су примљени на програм студирају на Војној школи комплементарне формације (бивша Војна школа администрације) у Салвадору, почевши као први поручници (резерви). Школа комплементарне формације отворена је и за мушкарце. По завршетку једногодишњег курса, дипломирани се унапређује у потпоручника у сталним чиновима. Ако започне каријеру у редовима, свака нова жена би морала да има барем средњу школу, исто као и кадеткиња АМАН-а.

## Организација
Централна команда
КОМАНДАНТ ВОЈСКЕ ( Цоманданте до Екерцито ( Цмт ЕКС )) 
КОМАНДА ВОЈСКЕ ( Цомандо до Екерцито ( ЦЕКС )) – Бразилија
Надређена саветодавна тела ( Оргаос де Ассессораменто Супериор ):
1. Врховна команда армије ( Алто Цомандо до Екерцито ( АЦЕ ))
2. Високи савет за привреду и финансије ( Цонселхо Супериор де Ецономиа е Финанцас ( ЦОНСЕФ ))
3. Врховни савет за информационе технологије ( Цонселхо Супериор де Тецнологиа да Информацао ( ЦОНТИЕКС ))
4. Врховни савет за рационализацију и трансформацију ( Цонселхо Супериор де Рационализацао е Трансформацао ( ЦОНСУРТ ))
Државна предузећа и организације ( Ентидадес Винцуладас ):
1. Арми Хоусинг Фоундатион ( Фундацао Хабитационал до Екерцито ( ФХЕ ))
2. Индустрија ратног материјала Бразила ( Индустриа де Материал Белицо до Брасил ( ИМБЕЛ ))
3. Фондација Осорио ( Фундацао Осорио ( Фунд Осорио ))
Органи у директној помоћи команданту војске ( Оргаос де Ассистенциа Дирета е Имедиата ао Цоманданте до Екерцито ( ОАДИ ))
1. Канцеларија команданта војске ( Габинете до Цоманданте до Екерцито ( ГАБ ЦМТ Ек ))
2. Војни обавештајни центар ( Центро де Интелигенциа до Екерцито ( ЦИЕ ))
3. Центар за друштвене комуникације војске ( Центро де Цомуницацао Социал до Екерцито ( ЦЦОМСек ))
4. Центар за унутрашњу контролу војске ( Центро де Цонтроле Интерно до Екерцито ( ЦЦИЕ ))
5. Генерални секретаријат војске ( Сецретариа-Герал до Екерцито ( СГЕк ))
Опште диригентско тело ( Оргао де дирецао герал )
Штаб војске ( Естадо-Маиор до Екерцито )
Канцеларија начелника штаба ( Цхефиа )
Канцеларија заменика шефа особља ( Вице-Цхефиа )
1. одељење - Кадрови, образовање и култура ( 1ª Субцхефиа - Пессоал, Едуцацао е Цултура )
2. одељење - информације и сајбер-одбрана ( 2ª Субцхефиа - Информацао е Дефеса Цибернетица )
3. одељење - доктрина копнених снага ( 3ª Субцхефиа - Доутрина Милитар Террестре )
4. одељење – логистика, мобилизација и Ц&Т ( 4ª Субцхефиа - Логистица, Мобилизацао е Ц&Т )
5. одељење - Менаџмент специјалних и међународних односа ( 5ª Субцхефиа - Асс Еспециаис е Интернационаис )
6. одељење - Економија и финансије ( 6ª Субцхефиа - Ецономиа е Финанцас )
7. одељење - Политика и стратегија ( 7ª Субцхефиа - Политица е Естратегиа )
Специјална административна канцеларија за макропројекте Војске ( Ассессориа Еспециал де Гестао е Пројетос Мацропроцессос до ЕБ )
Канцеларија за управљање пројектима војске ( Есцриторио де Пројетос до Екерцито ( ЕПЕк ))
Тела која усмеравају секторске политике ( Оргаос де Дирецао Сеториал )
1. Опште одељење за персонал ( Департаменто-Герал до Пессоал ( ДГП ))
2. Одељење за образовање и културу Војске ( Департаменто де Едуцацао е Цултура до Екерцито ( ДЕЦЕк ))
3. Логистичка команда ( Цомандо Логистицо ( ЦОЛОГ ))
4. Команда за копнене операције ( Цомандо де Операцоес Террестрес ( ЦОТЕР ))
5. оперативне снаге војске ( Форца Террестре )
6. Одељење за науку и технологију ( Департаменто де Циенциа е Тецнологиа ( ДЦТ ))
7. Одељење за инжењеринг и грађевинарство ( Департаменто де Енгенхариа е Цонструцао ( ДЕЦ ))
8. Секретаријат за привреду и финансије ( Сецретариа де Ецономиа е Финанцас ( СЕФ ))
Регионалне команде
Војска је структурисана у осам војних команди. Свака од осам војних команди је одговорна за један или више војних региона.
1. Источна војна команда ( Цомандо Милитар до Лесте ; ЦМЛ), (штаб: Рио де Жанеиро ) – 1. и 4. војна регија
2. Југоисточна војна команда ( Цомандо Милитар до Судесте ; ЦМСЕ), (штаб: Сао Пауло ) – 2. војна област
3. Јужна војна команда ( Цомандо Милитар до Сул ; ЦМС), (штаб: Порто Алегре ) – 3. и 5. војна регија
4. Североисточна војна команда ( Цомандо Милитар до Нордесте ; ЦМН), (штаб: Рецифе ) – 6., 7. и 10. војна регија
5. Западна војна команда ( Цомандо Милитар до Оесте ; ЦМО), (штаб: Цампо Гранде ) – 9. војна област
6. Северна војна команда ( Цомандо Милитар до Норте ; ЦМН), (штаб: Белем ) – 8. војна област
7. Амазонска војна команда ( Цомандо Милитар да Амазониа ; ЦМА), (штаб: Манаус ) – 12. војна регија
8. Војна команда Планалто ( Цомандо Милитар да Планалто ; ЦМП), Планалто на португалском значи висока равница, (штаб: Бразилија ) – 11. војна област
Војни региони
Бразилска територија је даље подељена на дванаест војних региона. Сваки војни регион пружа логистичку подршку оперативним јединицама у својој зони одговорности. Дакле, војне области се обично састоје од јединица одговорних за пружање администрације, логистике, транспорта, здравства и образовања. Војни региони су јединице величине дивизије, којима командују генерал-потпуковници (Генераис де Дивисао). Тренутни војни региони су:
1. војни регион – државе Рио де Жанеиро и Еспирито Санто (штаб: Рио де Жанеиро)
2. војна област – Држава Сао Пауло (штаб: Сао Пауло)
3. војна област – држава Рио Гранде до Сул (штаб: Порто Алегре)
4. војна област – држава Минас Жераис (штаб: Бело Хоризонте)
5. војни регион – државе Парана и Санта Катарина (штаб: Куритиба )
6. војна област – државе Баија и Сергипе (штаб: Салвадор )
7. војна област – државе Рио Гранде до Норте , Параиба , Пернамбуко и Алагоас (штаб: Ресифе)
8. војна област – државе Маранхао , Пара и Амапа (штаб: Белем )
9. војна област – државе Мато Гросо и Мато Гросо до Сул (штаб: Кампо Гранде)
10. војна област – државе Цеара и Пиауи (штаб: Форталеза )
11. војна област – државе Гојас , Токантинс и федерални округ (штаб: Бразилија)
12. војна област – државе Амазонас , Акра , Рораима и Рондонија (штаб: Манаус)
Главне јединице
Дивизије
Бразилска војска тренутно има шест армијских дивизија:
1. армијска дивизија са седиштем у Рио де Жанеиру – РЈ, потчињена Источној војној команди,
2. армијска дивизија са седиштем у Сао Паулу – СП, потчињена Војној команди Југоистока,
дивизија 3. армије са седиштем у Санта Марији – РС, потчињена Јужној војној команди,
5. армијска дивизија са седиштем у Куритиби – ПР, потчињена Јужној војној команди,
6. армијска дивизија са седиштем у Порто Алегреу – потчињена Јужној војној команди и
7. армијска дивизија са седиштем у Ресифу – ПЕ, потчињена Североисточној војној команди.
Остале војне снаге бразилске армије су подређене директно војним командама подручја, без командне дивизије. У овом случају, ангажовање ових трупа координира Оперативни координациони центар војних команди подручја.
Бригаде
1к падобранска пешадијска бригада, са:
3к падобранских пешадијских батаљона
1к падобрански коњички ескадрон
1к бригада за специјалне операције , са:
1к батаљон специјалних снага, са 12 СФ одреда
1к батаљон командоса
1к батаљон психолошких операција .
1к лака пешадијска ( ваздушна јуришна ) (аеромобилна) бригада, са:
3к лаких пешадијских ваздушних батаљона
1к Ваздушно-десантни пук лаке коњице (величине батаљона).
1к лака пешадијска бригада, са:
3к лаких пешадијских батаљона
1к Механизовани коњички (точкови) пук (величина батаљона).
1к гранична пешадијска (мочварска пешадијска) бригада, са:
3к граничних пешадијских батаљона.
1х оклопна коњичка бригада, са:
2к тенковска пука (величина батаљона)
2к оклопних пешадијских батаљона
1к ескадрила механизоване коњице (на точковима).
1х оклопна пешадијска бригада, са:
2к оклопних пешадијских батаљона
2к тенковска пука (величина батаљона)
1к ескадрила механизоване коњице (на точковима).
4к механизоване коњичке бригаде, свака са:
3к механизовани коњички пук (величина батаљона)
1к оклопни коњички пук (величина батаљона).
6к пешадијских бригада џунгле , свака са:
3 – 4 пешадијска батаљона џунгле
1к механизовани или коњички ескадрон у џунгли
5к лаких пешадијских (моторизованих) бригада, свака са:
3к моторизована пешадијска батаљона
1к механизовани коњички ескадрон
4к механизоване пешадијске бригаде, свака са:
3к батаљона механизоване пешадије
1к механизовани коњички ескадрон
1к брдске лаке (моторизоване) бригаде, свака са:
3к батаљона брдске пешадије
1к механизовани коњички ескадрон
4к дивизијске артиљеријске бригаде, свака са:
4 – 5 батаљона теренске или ракетне артиљерије (групе, у бразилској војсци).
4к пука грађевинских инжењера, сваки са:
3к до 5к батаљона грађевинских инжењера
1к артиљеријска бригада ПВО , са:
5х батаљон противваздушне артиљерије
1к Команда војног ваздухопловства (бригада), са:
5к батаљона војног ваздухопловства (противтенковски, извиђачки, вишенаменски, транспортни, комунални).

## Стратешке снаге за брзо дејство и специјализоване бригаде
Аеромобилна пешадијска бригада
12. аеромобилна бригада је главна елитна јединица бразилске војске. Седиште је у Цацапави у Сао Паулу. Њено подручје деловања покрива целу земљу. Налази се под 2. армијском дивизијом / Југоисточном војном командом , са седиштем у Сао Паулу .
Организован је, опремљен и обучен за мисије брзог реаговања у било којој тачки земље. Могу се кретати ваздушним путем користећи пословне млазњаке и цивилне авионе, али њихово примарно превозно средство су роторкрафти бразилских ваздухопловних снага , из командне армијске авијације , обично смештене у близини њихових касарни. Обављајући своју главну функцију, ваздушно-десантни напад, аеромобилна бригада представља ефикасан, трајно доступан инструмент стратешког домета, као саставна јединица Стратешке оперативне групе (Форца де Ацао Рапида Естратегица) бразилске војске. 
Бригада војног ваздухопловства
Команда војног ваздухопловства , такође позната као Бригада Рикарда Кирка , је бригада бразилске војске, смештена у Таубатеу и повезана са Командом копнених операција и Југоисточном војном командом . Његово историјско име је референца на капетана Рикарда Кирка , пионира војне авијације у Бразилу, погинуо у борби у Контестадо рату .
Задатак команде авијације бразилске војске је да обезбеди органску ваздушну мобилност и подршку копненим снагама пружањем тактичке ваздушне подршке, блиске ваздушне подршке и извиђања. 
Бригада за операције закона и реда
11. пешадијска бригада је једна од бригада које делују у бразилској војсци. Њено седиште се налази у Кампинасу , Сао Пауло .
Ова пешадијска бригада је специјализована за дејства на градском терену, способна да делује у случајевима тешке нестабилности или опасности по јавни ред. Бригада се у Бразилу често користи у акцијама против организованог криминала и трговине дрогом, посебно у великим урбаним центрима.
Такође има Центар за обуку о операцијама за спровођење закона, а Ред је школска јединица. Посебна јединица за запошљавање бразилске војске у операцијама спровођења закона и реда и војним операцијама у урбаним срединама.
Оспособљен је да делује како у случају нереда, тако иу борби против организованог криминала и трговине дрогом, када локалне агенције за спровођење закона нису у могућности да то ураде саме. Недавно је деловао заједно са другим елитним војним снагама у пацификацији заједница које су раније биле под контролом трговаца дрогом у Рио де Жанеиру. 
Бригаде за рат у џунгли
Центар за обуку ратовања у џунгли – Центро де Инструцао де Гуерра на Селва (ЦИГС), познат и као центар пуковника Хорхеа Теишеира, је војна организација са седиштем у Манаусу , намењена да квалификује војне вође малих група, као ратнике у дивљини, борце у стању да остварити војне мисије у природи у најнегостољубивијим областима бразилске прашуме.
Курсеви се изводе у сценама операција џунгле у различитим категоријама – виши официри, официри, виши подофицири, подофицири, медицинско и здравствено особље и мали курсеви за војску, полицијске снаге и цивиле. Његов симбол је јагуар . Центар за обуку ратовања у џунгли (ЦИГС) је структуриран као Одељење за образовање, Одељење за доктрину и истраживање, Одељење за студенте, Одељење за ветеринарску медицину, Одељење за администрацију и компанију за подршку. 
Иако се официри и подофицири из целог Бразила могу пријавити за похађање курсева у ЦИГС-у, већина војника који подржавају обуку су локални становници, староседеоци из тог подручја који су углавном војници и каплари. Пошто су прилагођени условима живота у шуми, способнији су да с лакоћом обављају широк спектар активности, као што су лов, скривање и кретање кроз шуму. Многи странци и бразилско војно особље који су прошли обуку у ЦИГС-у описали су импресивне способности које су ови војници показали током операција. Њихово искуство и вештине у преживљавању у џунгли свакако помажу да се бразилске бригаде за рат у џунгли обликују у најсмртоносније јединице те врсте на свету.
Бригаде имају и искуство у борби. Ангажоване у заштити северних граница Бразила, трупе су стално изложене нападима герилаца пограничних земаља, дилера дроге и криминалаца свих врста. Бразилска војска обично делује заједно са другим организацијама за спровођење закона како би се борила не само против трговине дрогом, већ и против животиња, оружја, људи и неколико других незаконитих дела.
Падобранска бригада
Падобранска бригада је главна елитна јединица бразилске војске. Њено седиште се налази у Вила Милитар, у граду Рио де Жанеиру . Подређен Источној војној команди , са седиштем у Рио де Жанеиру, у сарадњи са Командом за копнене операције, са седиштем у Бразилији .
Бригада је једна од елитних снага бразилске војске која је спремна да делује у року од 48 сати било где у земљи, налази се у џунгли, савани, мочвари и планини и остаје без логистичке подршке до 72 сата, јер је у стању да падобраном брзо скочите на фронт или иза непријатељских линија. Након завршетка мисије, предаје територије другој конвенционалној јединици ради одржавања стечене позиције, према доктрини обуке бразилске војске, обично ће јединица или бригада оклопне пешадије бити одговорна за замену поља падобранске бригаде након преласка територију другој јединици Копнене војске. Падобранска бригада је тада поново враћена иза непријатељских линија како би направила пут савезничким трупама.
Бригада је основни део Стратешке оперативне групе (Форца де Ацао Рапида Естратегица), тако што је у стању да брзо делује на било ком делу националне територије у случају рата или инвазије.
Због смртоносне и опасне природе мисија ове бригаде, бразилски падобранци имају јединствен етос. На пример, док редовне пешадијске трупе користе црне чизме и зелене беретке, падобранци користе браон чизме и црвене беретке. Они себе сматрају супериорнијим од "Пе претос" (црних стопала), који су редовни пешаци. Мото бразилске војске, "Брасил ацима де тудо!" (Бразил, изнад свега другог) првобитно је био ратни поклич падобранаца пре него што је популаризован (данас је уобичајен поздрав између војске да изговоре овај мото). Падобранци су веома поносни на себе, и увек се истичу када су међу осталим трупама. 
Бригада за специјалне операције
Бригада за специјалне операције је бразилска јединица за специјалне операције . Иако је административно додељена Војној команди Платоа, операције бригаде су под директном контролом Команде копнених операција.  Специјалне снаге су првобитно формиране 1957. године као спасилачка јединица обучена за падобране, која се специјализовала за спровођење спасавања из дубоке џунгле дуж басена Амазона . Након спровођења почетне селекције, мобилни тим за обуку специјалних снага америчке војске (МТТ) спровео је први курс обуке јединице. 
Данас је специјализована за неконвенционално ратовање, извођење психолошких операција и узнемиравање већих непријатељских јединица, као што су бригаде и дивизије. Делујући у малим ћелијама и одредима (обично не више од 20 људи), специјалне јединице делују дубоко иза непријатељских линија и способне су да се боре у изузетно неповољним ситуацијама.
За њено стварање, команда армије је издала декрете о организовању језгра Бригаде (Ну Бда Оп Есп), у почетку извештавајући падобранску пешадију бригаде. Већина његових потчињених организација била је стационирана у области Камбоате (западна зона Рио де Жанеира), где је био 1. БФЕсп, чији је командант кумулативно служио у почетној фази команди Ну Бда Оп Есп и руковођењу пројектом. распоређивање.
Њен мото је „било која мисија, на било ком месту, у било које време, на сваки начин“. Сродне трупе командоса, батаљон величине Бригаде за специјалне операције, имају аналогни мото: „Максимална конфузија, смрт и уништење у дубокој позадини непријатеља“.
Такође је способан да обавља и друге врсте мисија, као што су борба против тероризма, стратешко извиђање, проналажење и напад на мете високе вредности и крађа, извлачење и избегавање. Због изузетно високог степена опасности од тих мисија, ова јединица је састављена од свега неколико припадника, који су сигурно завршили Цоммандос и Паракуедиста (Командос и Падобранци). Они су високо специјализовани и спремни да раде било где у свету за мање од 45 сати. Због тога су препознате као једна од најпрестижнијих јединица у бразилској војсци.
Ватрено крштење јединице одиграло се 1970-их година током операција против снага Арагвајске гериле , када су дотадашње специјалне снаге одреда, са ефективном командом и специјалним снагама, биле једина јединица која се готово непрекидно борила током читаве кампање, било у борбама. акције, односно шпијунаже, без ангажовања контрола и специјалних снага војске, пораз герилаца би био тежи, јер су такве војске стручњаци за контрагерилу бразилске армије.
1991. године, герилци Револуционарних оружаних снага Колумбије , ушли су на територију Бразила и напали мали гранични контингент бразилске војске, одговор је био тренутан, а тадашњи батаљон специјалних снага одржао је у спрези са другим јединицама, операцију одмазде, операцију Траира и резултат је био 12 мртвих герилаца, бројни заробљени, већина наоружања и опреме враћена.
Недавно под окриљем Уједињених нација, Бригада за специјалне операције одиграла је одлучујућу улогу у борби против паравојних група које су нападале територију Хаитија и изазвале велику политичку нестабилност у земљи, а 1. батаљон специјалних снага, 1. командни акциони батаљон и 1. Батаљон за психолошке операције једине јединице војске које шаљу војску у свим контингентима у МИНУСТАХ од почетка мисије, а специјалне операције које су ове јединице изводиле биле су од суштинског значаја за пацификацију Порт-о-Пренса. 
Брдска оперативна бригада
То је специјализована пешадијска бригада бразилске војске. Њено седиште се налази у Хуиз де Фора , Минас Жераис . Подручје његовог слива обухвата државе Минас Жераис и Петрополис . Њиме управља дивизија 1. армије / Источна војна команда , са седиштем у Рио де Жанеиру .
4. брдска пешадијска бригада, јединица бразилске армије специјализована за планинске борбене операције, усавршавање и развој специјалне технике брдских дејстава и коришћење опреме и наоружања специфичног за ово поприште операција, годинама се етаблирала као елитна трупа, чак и умножавајући своје посебне технике другим бразилским војним јединицама, које ће похађати њихове курсеве и стажирање, помажући у обуци чланова Стратешке оперативне групе (Форца де Ацао Рапида Естратегица) бразилске војске.
Током Другог светског рата , бразилска пешадија је имала велики врхунац у освајању града Монтезеа који се налазио на планинском терену и који су Немци снажно бранили као последњи бастион који је зауставио напредовање савезничких трупа према долини По . Дана 14. априла 1945. године, масивни Монтесе постао је поприште најтеже и најкрвавије битке бразилског оружја у Италији, по речима њиховог команданта бразилских експедиционих снага Марешала Маскаренхаса де Мораиса. Пошто су главни напори напада предводили борећи се у густим минским пољима и под јаком ватром немачких митраљеза, коначно су успели да освоје Монтезе .
Бригада за брзе моторизоване операције
3. механизована пешадијска бригада, позната и као виконта Порто Сегура, једна је од бригада бразилске војске. Његово седиште се налази у Кристалу, у држави Гојас . Подлеже војној команди Планалто , са седиштем у Бразилији . Њене подређене војне организације налазе се у Федералном округу и државама Гојас, Токантинс и Минас Жераис у региону познатим као Триангуло Минеиро. Његово историјско име је признање виконту Порто Сегура, Франсиску Адолфу Варнагему.
3. бригада је део стратешке резерве бразилске војске, али би требало да буде у могућности да буде ангажована у било ком тренутку иу било ком делу Бразила. Будући да је механизована формација, она може бити распоређена довољно брзо било где широм земље, било за конвенционалне операције или за јачање војне полиције у одржавању јавног реда, и још увек може брзо да изведе било коју моторизовану, аеромобилну или ваздушну акцију.

## Специјализовани батаљони, пукови и команде
1. батаљон хемијске, биолошке, радиолошке и нуклеарне одбране
Први хемијски, биолошки, радиолошки и нуклеарни одбрамбени батаљон, настао 2012. године преименовањем војне чете ЦБРН одбране, једини је те врсте у бразилској војсци, а његови припадници су обучени за борбу у хемијској, биолошкој и нуклеарној ратовање (као што име говори), углавном у контроли и деконтаминацији оружја, локалне и војне опреме.
Настанак батаљона датира из 1953. године, када је у просторијама Школе за специјално образовање (СЕС) основана чета за хемијско ратовање, која је првобитно била подређена Школи реверзних јединица (РСУС).
Дана 31. децембра 1987. угашена је школа хемијског ратовања и на њеном месту је створена ЦБРН компанија са седиштем у граду Рио де Жанеиру и подређена Одбору за специјализацију и проширење.
17. гранични батаљон (операције у мочвари)
17. ББ је елитна јединица бразилске војске, специјализована за операције у мочвари , која се налази у граду Корумба , држава Мато Гросо до Сул .
Његове главне мисије, обезбеђивање западне границе Бразила, развој и унапређење техничких и оперативних доктрина и специјалне борбе против специфичног мочварног окружења (присутно на многим местима у свету), а такође умножавају своје техничке операције у мочварним јединицама, чланови Стратешке радне групе (Форца де Ацао Рапида Естратегица) бразилске војске, али конкретно, нудећи курс операција на мочварним подручјима (Операцоес но Пантанал) бригади за специјалне операције, падобранској пешадијској бригади и 12. лакој пешадијској бригади (ваздушно), јединицама у оквиру Стратешког задатка, а такође и војска из других региона, посебно Западна војна команда, која је одговорна за заштиту западне границе бразилске територије. Осим тога, постоје и размене техника и искустава са бразилским маринцима.
72. моторизовани пешадијски батаљон (операције Цаатинга/Саванна)
72. МИБ је елитна јединица бразилске војске са седиштем у Петролини , једина јединица бразилске војске која обучава ратнике за оперативно окружење Цаатинга и Саванна . Центар за оперативна упутства у Цаатинга, који покрива површину од приближно 28.000 км 2 , налази се на територији батаљона.
Објекти Центра за упутства за операције Цаатинга се налазе у подручју које припада Министарству одбране, названом Фиелд Инструцтион Ирон Танк Фарм, одговорном за формирање борца Цаатинга у овом окружењу. Вегетација је агресивна и трновита, сунце је током већег дела дана веома оштро, а вода је ретка. Услове ове области је веома тешко издржати и војници који заврше овај курс су признати као Цаатинга ратници бразилске војске, како је бразилска војска описала на својој веб страници (на португалском). 
Амазонски војни командни центар за чамце
Центар за бродове Војне команде Амазона је јединствена јединица у саставу бразилске војске, али то веома добро представља особености које постоје у војној организацији Војне команде Амазона. Из састава 1. посебне саобраћајне чете, формиране 1. октобра 1969. године, Центар за пловила је задужен за тактички и логистички речни транспорт у оквиру 12. војне области, мисије која има константу у савладавању разноврснијих изазова. Поред тога што је оперативан.
Непостојање картографских референци, недостатак сигнализације критичних тачака, режим река, изолација, потешкоће у комуникацијама, диференцирано одржавање коришћених средстава и исконска потреба за специјализованим и квалификованим особљем за безбедно вођење запослених чамаца. , ово је само неколико примера препрека са којима се суочава овај посебан вид транспорта. Да би се задовољиле не само потребе, већ и потребе других војних организација које поседују пловила, министар командног чамца под надзором ДЕЕ, Курс речне пловидбе, који траје 16 недеља, намењен је обуци будућих команданти пловила.
Амазонски војни командни центар за бродове састоји се од команде, 3 чете и 1 наставног одељења. 
Председничка гарда
Батаљон председничке гарде је јединица бразилске војске и почасна гарда председника Бразила. Две друге јединице, 1. гардијски коњички пук и Кајенска батерија , такође су део председничке почасне гарде, и све се јављају у штаб армије.
ПГБ је настао у Царском батаљону, организованом 1823. током мировних кампања које су уследиле након Декларације о независности као гардијска јединица за царску породицу Бразила, и као таква носи своје униформе из 19. века. Распуштена 1827. године, реформисана је 1933. године.
1. гардијски коњички пук, такође познат као „Драгоес да Индепенденциа“ (Драгуни независности), је коњски гардијски пук војске величине ескадриле. Име је дато 1927. године и односи се на чињеницу да је одред драгуна пратио краљевског принца Португала, Педра ВИ, у време када је он прогласио независност Бразила од Португала, 7. септембра 1822. Драгуни независности носе униформе из 19. века. сличне онима из раније Царске почасне гарде, која се користи као пуковска униформа од 1927. Униформу је дизајнирао Дебрет, у белој и црвеној боји, са бронзаним шлемовима са перјанима. Боје и шаре су били под утицајем аустријских драгуна из тог периода, пошто је бразилска царица супруга такође била аустријска надвојвоткиња. Боја перја варира у зависности од ранга.
Пук је 1808. године основао принц регент и будући краљ Португала, Јован ВИ, са задатком да штити португалску краљевску породицу, која је потражила уточиште у Бразилу током Наполеонових ратова. Међутим, драгуни су постојали у Португалу најмање од почетка 18. века, а 1719. јединице ове врсте коњице су послате у Бразил, у почетку да прате пошиљке злата и дијаманата и да чувају вицекраља који је боравио у Рио де Жанеиру ( 1. коњички пук – Вицеројева коњичка гарда). Касније су такође послати на југ да служе против Шпанаца током граничних сукоба. Након проглашења независности Бразила, назив пука је промењен у Царске почасне гарде, са улогом заштите царске породице.Председник Бразила и његова прва породица, потпредседник Бразила и све канцеларије националне владе. У време проглашења Републике 1889. године, коња број 6 Царске почасне гарде јахао је официр који је давао изјаву, потпоручник Едуардо Хозе Барбоса, уз дозволу фелдмаршала Деодора да Фонсеке. Ово је обележено обичајем по коме коња који има овај број користи само командант савременог пука, обично претпостављени официр са чином потпуковника.
Пук има свој бенд, који такође служи као званични председнички бенд.
Батаљони и водови војне полиције
Огранак војне полиције се састоји од специјализованих јединица пешадије бразилске војске, које развијају и обављају мисију војне полиције дуж штабова главних команди и главних јединица гарнизона Копнене војске.
Као оперативне јединице Војне полиције, постоји неколико батаљона, чета и водова, укључујући контролу нереда, К-9, мотоциклисте и редовне трупе. Војна полиција бразилске војске се идентификује коришћењем црне траке за руку са словима „ПЕ“ у белој боји (или беле траке за руку са црвеним словима).
Уобичајено, термин "војна полиција" се користи за означавање државних снага војне полиције .

## Тренутна опрема
1. Главни борбени тенкови – 469 М60А3 ТТС , Леопард 1А1 и Леопард 1А5/ГР )
2. Оклопна возила – 1.976 ( Ивецо ЛМВ 4к4, АВ-ВБЛ 4к4, Цасцавел 6к6, Уруту 6к6, Гуарани 6к6, М113 , М577 и Оклопно возило за спасавање )
3. Артиљеријских оруђа – 1.149 ( минобацач 120 mm , АСТРОС , М101 , М114 , 105 mm Мод 56 , Л118 , Оерликон 35 mm и Бофорс 40 мм )
4. Самоходна артиљерија – 212 М109 , М992 и Гепард )
5. Ракетни систем земља-ваздух – 239 ( 9К38 Игла и РБС 70 )
6. Речни чамци - 74 (ЛПР-40, Гуардиан 25 , МРЦД 1200/1250, ДГС ЕТРХ, ДГС 999 Раптор, трајекти, тегљачи и катамарани)
7. Остала војна возила – ~20.000 ( Аграле Марруа , Тоиота Хилук , Митсубисхи Пајеро, Ланд Ровер Дефендер , Тоиота Ланд Цруисер , Форд Ф, Воркер , Атего , Цонстеллатион , Унимог , Татра 815 , мотоцикли, аутобуси и други)
Поред тога, Ваздухопловна команда бразилске војске управља са 94 хеликоптера и беспилотних летелица.
1. Транспортни хеликоптери – ЕЦ 725 Царацал
2. Хеликоптери за напад и посматрање – ХБ350 Ескуило , АС550 Феннец и АС565 Пантхер
3. Вишенаменски и спасилачки хеликоптери – АС532 Цоугар и Сикорски С-70А
4. Беспилотни авионски систем Татицал - Науру 1000ц

## Чинови, униформе и ознаке
Највиши чин у бразилској војсци је „Генерал де Екерцито“ (енглески: Арми Генерал ), генерал са „четири звездице“ . У време рата, или у изузетним околностима, пету звезду може да носи официр највишег ранга у војсци, који се затим унапређује у „Марешал“, (енглески: Маршал војске ) . Официри бразилске војске носе ознаке чинова на раменима, а војска има десет официрских чинова, такође познатих као „разреди“, искључујући официрски кандидат.
Официр бразилске војске има чин од потпоручника до пуковника и директно се изједначава са колегама у војсци Сједињених Држава, али се након тога системи разликују. Бразилски „Генерал де Бригада“ (енглески: бригадни генерал ) носи две звездице, са дужностима еквивалентним генерал-мајору америчке војске , следећи виши чин, „Генерал де Дивисао“ (енглески: дивизијски генерал ), еквивалентан америчком генерал-потпуковнику , носи три; њихове колеге из Сједињених Држава имају само две, односно три звездице. Следећи виши чин, означен са четири звездице, је „Генерал де Екерцито“ (енглески: Генерал Арми). Маршал носи пет звездица, али се тај чин ретко стиче у активној служби. Овај чин одговара америчком генералу војске . Последњи маршал бразилске војске био је Валдемар Леви Кардосо , који је умро 2009. године, са 108 година.
Бразилска војска има строга правила о пензионисању, која је средином 1960-их развио председник Кастело Бранко. Унутрашња командна структура одређује сва унапређења кроз чин пуковника. Председник учествује у унапређењу у генерале и бира једног кандидата са листе од три имена коју му је представила Врховна команда. Једном пребачен на Председничком одбору за унапређење, пуковник који се не може унапредити мора да се повуче. Сви пуковници морају да оду у пензију са педесет девет година, а сви генерали са четири звездице морају да оду у пензију са шездесет шест година, или након дванаест година као генерал. Упркос систему горе-или-оут, под председником Хозеом Сарнијемвојска је постала најтежа пошто су генерали почели да заузимају многе положаје који су раније били резервисани за пуковнике. Године 1991. било је петнаест са четири звездице, четрдесет три звездице и 110 генерала са две звездице. Цифра за генерале са четири звездице не укључује четворицу који су били министри у Вишем војном суду (Супериор Трибунал Милитар—СТМ). Тако је средином 1990-их војска настојала да смањи број активних генерала. У 2014. години у активној служби је петнаест генерала са четири звездице, четрдесет пет са три звездице и осамдесет девет генерала са две звездице.
Највиши војни чин бразилске војске је "Суб Тененте", што је еквивалент чиновима америчког командног наредника и мајора . Остали подофицири су Примеиро Саргенто еквивалент америчком првом нареднику или главном нареднику , "Сегундо Саргенто" (енглески: други наредник ) што је еквивалент нареднику прве класе и штабном нареднику , Терцеиро Саргенто еквивалентно нареднику . Затим ту је каплар Кабо са истим дужностима као наредник у редовном војном пешадијском воду, који делује као вођа одреда. Бразилска војска нема одговарајући еквивалент америчкој војсциспецијалистички чин. "Солдадо" је еквивалентан приватној првој класи или приватнику у зависности од дужине радног времена.